# 荷兰路浸信会教堂
荷兰路浸信会教堂（Holland Road Baptist Church）是英格兰南部城市布赖顿-霍夫的一部分--霍夫的一座浸信会教堂，也是当地南北干道荷兰路上的一处地标。这是该市现存10座浸信会教堂之一，1991年被英国遗产委员会列为登录建筑。
1887年，一群在西马路体育馆聚会的浸信会教徒筹得资金，在荷兰路兴建自己的永久教堂，当年7月29日举行第一次礼拜。设计者为约翰·威尔斯，哥特复兴风格。